# Black-Label
Cet article possède un paronyme, voir Black Label.
Black-Label est un recueil de poèmes écrit par Léon-Gontran Damas, poète et homme politique français d'origine guyanaise. Publié en 1956, cet ouvrage est considéré comme l'une des œuvres majeures de Damas et un texte important du mouvement de la Négritude.
Le recueil explore des thèmes profonds liés à l'identité, au colonialisme, et à l'expérience des Noirs dans un monde dominé par la culture occidentale. À travers une poésie lyrique et percutante, Damas aborde les questions de l'aliénation, de la révolte et de la quête d'identité.

## Éditions
- Léon-Gontran Damas, Black-Label : poèmes, Gallimard, coll. « Blanche », 2004 (ISBN 978-2-07-021742-7)
- Léon-Gontran Damas (préf. Sandrine Poujols), Black-Label : suivi de Graffiti et de Poèmes nègres sur des airs africains, Gallimard, coll. « Collection Poésie », 2011 (ISBN 978-2-07-034396-6)

### Par Gyssels
- Kathleen Gyssels et Christine Pagnoulle, « The Négraille's Testament: Translating Black-Label », dans Intimate Enemies: Translation in Francophone Contexts, Liverpool University Press, 2013, 124–140 p. (ISBN 978-1-84631-867-2, lire en ligne)
- Kathleen Gyssels, Jean Métellus et René Depestre, Black-Label, ou, Les déboires de Léon-Gontran Damas, Passage(s), coll. « Essais », 2016 (ISBN 979-10-94898-01-7, OCLC 952968697, lire en ligne)
- (en) Kathleen Gyssels, « ‘In a Queer Time and Place’: Queerolization in Giovanni’s Room and Black-Label », Masculinities: A Journal of Identity and Culture, nos 9-10,‎ 15 août 2018, p. 168–195 (ISSN 2148-3841, lire en ligne, consulté le 15 mars 2024)
- Kathleen Gyssels, « L'ancêtre Oayapock dans 'Hoofden van de Oayapock!' (Albert Helman) et 'Black-Label' (Léon Gontran Damas) », dans Les empires de l'Atlantique, 19e-21e siècles : figures de l'autorité impériale dans les lettres d'expression européenne de l'espace Atlantique / Clavaron, Yves [edit.]; e.a., Les Perséides, 2012, p. 197–210 (ISBN 978-2-915596-78-6, lire en ligne)
- Kathleen Gyssels, « Correspondances et consonances: Bois-d'Ébène et Black Label », dans Révolte, subversion et développement chez Jacques Roumain / Acacia, Michel [edit.], Éditions de l'Université d'État d'Haïti, 2009, p. 231–244 (ISBN 978-99935-57-03-6, lire en ligne)